# لورا بروس
لورا بروس (بالإنجليزية: Laura Bruce)‏ هي فنانة أمريكية، ولدت في 28 سبتمبر 1959 في إيست أورانج في الولايات المتحدة.

## وصلات خارجية
- الموقع الرسمي